# Wittlich Hauptbahnhof
Wittlich Hauptbahnhof – stacja kolejowa w Wittlich, w kraju związkowym Nadrenia-Palatynat, w Niemczech. Znajdują się tu 3 perony.